# Libnotes subfasciatula
Libnotes subfasciatula är en tvåvingeart som först beskrevs av Oosterbroek 1986.  Libnotes subfasciatula ingår i släktet Libnotes och familjen småharkrankar. Inga underarter finns listade i Catalogue of Life.